# Lia Šemtov
Lia Šemtov (hebrejsky: ליה שמטוב, rusky: Лия Шемтов, Lija Šemtov) je izraelská politička a poslankyně Knesetu za stranu Jisra'el Bejtejnu.

## Biografie
Narodila se 25. května 1958 v Černovicích, v tehdejším Sovětském svazu, dnes na Ukrajině. V 80. letech 20. století přesídlila do Izraele. Získala vysokoškolské vzdělání elektroinženýrského směru na univerzitě Černovice. Žije ve městě Nazaret Ilit, je vdaná, má dvě děti. Hovoří hebrejsky, ukrajinsky, jidiš a rusky.

## Politická dráha
V letech 1990–2003 působila ve stavební společnosti Amidar, v letech 1998–2003 zasedala v městské radě v Nazaret Ilit, v letech 2003–2006 v tomto městě zastávala post místostarostky.
Do Knesetu nastoupila po volbách roku 2006, ve kterých kandidovala za stranu Jisra'el Bejtejnu. Ve funkčním období 2006–2009 byla členkou výboru House Committee, výboru pro imigraci, absorpci a pro záležitosti diaspory, výboru pro status žen (tomu i předsedala), výboru pro vědu a technologie a výboru pro práci, sociální věci a zdravotnictví. Mandát obhájila ve volbách roku 2009. Po roce 2009 byla členkou finančního výboru Knesetu, výboru pro vědu a technologie a výboru pro imigraci, absorpci a pro záležitosti diaspory.